# Liste des territoires non organisés du Québec
Les territoires non organisés (TNO) du Québec, bien que de niveau municipal, n'ont aucune administration locale. Ceux-ci sont généralement administrés par les municipalités régionales de comté (MRC) ou l'administration régionale Kativik (ARK).
| Territoire non organisé (TNO) : subdivision de recensement (CSD/SDR) | Territoire non organisé (TNO) : subdivision de recensement (CSD/SDR) | Territoire non organisé (TNO) : subdivision de recensement (CSD/SDR) | Territoire non organisé (TNO) : subdivision de recensement (CSD/SDR) | Municipalité régionale de comté (MRC) ou administration régionale (ARK) | Municipalité régionale de comté (MRC) ou administration régionale (ARK) | Division de recensement (CD/DR)    | Division de recensement (CD/DR) | Région économique (ER/RE) et administrative | Région économique (ER/RE) et administrative | Région économique (ER/RE) et administrative |
| Toponyme officiel                                                    | Code stat.                                                           | Superficie (km²)                                                     | Population (2016)                                                    | Toponyme officiel                                                       | Code géo.                                                               | Nom                                | Code stat.                      | Toponyme officiel                           | Code stat.                                  | Code géo.                                   |
| -------------------------------------------------------------------- | -------------------------------------------------------------------- | -------------------------------------------------------------------- | -------------------------------------------------------------------- | ----------------------------------------------------------------------- | ----------------------------------------------------------------------- | ---------------------------------- | ------------------------------- | ------------------------------------------- | ------------------------------------------- | ------------------------------------------- |
| Baie-Atibenne                                                        | 2462920                                                              | 535,62                                                               | 0                                                                    | Matawinie                                                               | 620                                                                     | Matawinie                          | 2462                            | Lanaudière                                  | 2450                                        | 14                                          |
| Baie-d'Hudson                                                        | 2499904                                                              | 129 265,93                                                           | 0                                                                    | Kativik (ARK)                                                           | 992                                                                     | Nord-du-Québec                     | 2499                            | Nord-du-Québec                              | 2490                                        | 10                                          |
| Baie-de-la-Bouteille                                                 | 2462906                                                              | 1 958,13                                                             | 5                                                                    | Matawinie                                                               | 620                                                                     | Matawinie                          | 2462                            | Lanaudière                                  | 2450                                        | 14                                          |
| Baie-des-Chaloupes                                                   | 2479920                                                              | 901,92                                                               | 0                                                                    | Antoine-Labelle                                                         | 790                                                                     | Antoine-Labelle                    | 2479                            | Laurentides                                 | 2455                                        | 15                                          |
| Baie-Obaoca                                                          | 2462918                                                              | 1 280,78                                                             | 0                                                                    | Matawinie                                                               | 620                                                                     | Matawinie                          | 2462                            | Lanaudière                                  | 2450                                        | 14                                          |
| Belle-Rivière                                                        | 2493908                                                              | 610,72                                                               | 51                                                                   | Lac-Saint-Jean-Est                                                      | 930                                                                     | Lac-Saint-Jean-Est                 | 2493                            | Saguenay–Lac-Saint-Jean                     | 2475                                        | 02                                          |
| Caniapiscau (TNO)                                                    | 2497908                                                              | 34 056,77                                                            | 0                                                                    | Caniapiscau (MRC)                                                       | 972                                                                     | Sept-Rivières–Caniapiscau          | 2497                            | Côte-Nord                                   | 2480                                        | 09                                          |
| Cascades-Malignes                                                    | 2483904                                                              | 486,19                                                               | 0                                                                    | La Vallée-de-la-Gatineau                                                | 830                                                                     | La Vallée-de-la-Gatineau           | 2483                            | Outaouais                                   | 2460                                        | 07                                          |
| Collines-du-Basque                                                   | 2403904                                                              | 820,88                                                               | 0                                                                    | La Côte-de-Gaspé                                                        | 030                                                                     | La Côte-de-Gaspé                   | 2403                            | Gaspésie–Îles-de-la-Madeleine               | 2410                                        | 11                                          |
| Coulée-des-Adolphe                                                   | 2404904                                                              | 86,63                                                                | 0                                                                    | La Haute-Gaspésie                                                       | 040                                                                     | La Haute-Gaspésie                  | 2404                            | Gaspésie–Îles-de-la-Madeleine               | 2410                                        | 11                                          |
| Dépôt-Échouani                                                       | 2483912                                                              | 309,02                                                               | 0                                                                    | La Vallée-de-la-Gatineau                                                | 830                                                                     | La Vallée-de-la-Gatineau           | 2483                            | Outaouais                                   | 2460                                        | 07                                          |
| Lac-à-la-Croix                                                       | 2409904                                                              | 224,45                                                               | 0                                                                    | La Mitis                                                                | 090                                                                     | La Mitis                           | 2409                            | Bas-Saint-Laurent                           | 2415                                        | 01                                          |
| Lac-Achouakan                                                        | 2493906                                                              | 225,58                                                               | 0                                                                    | Lac-Saint-Jean-Est                                                      | 930                                                                     | Lac-Saint-Jean-Est                 | 2493                            | Saguenay–Lac-Saint-Jean                     | 2475                                        | 02                                          |
| Lac-Akonapwehikan                                                    | 2479904                                                              | 7,38                                                                 | 0                                                                    | Antoine-Labelle                                                         | 790                                                                     | Antoine-Labelle                    | 2479                            | Laurentides                                 | 2455                                        | 15                                          |
| Lac-Alfred                                                           | 2407912                                                              | 77,54                                                                | 0                                                                    | La Matapédia                                                            | 070                                                                     | La Matapédia                       | 2407                            | Bas-Saint-Laurent                           | 2415                                        | 01                                          |
| Lac-Ashuapmushuan                                                    | 2491902                                                              | 14 999,68                                                            | 36                                                                   | Le Domaine-du-Roy                                                       | 910                                                                     | Le Domaine-du-Roy                  | 2491                            | Saguenay–Lac-Saint-Jean                     | 2475                                        | 02                                          |
| Lac-au-Brochet                                                       | 2495902                                                              | 9 645,17                                                             | 5                                                                    | La Haute-Côte-Nord                                                      | 950                                                                     | La Haute-Côte-Nord                 | 2495                            | Côte-Nord                                   | 2480                                        | 09                                          |
| Lac-Bazinet                                                          | 2479910                                                              | 1 549,45                                                             | 0                                                                    | Antoine-Labelle                                                         | 790                                                                     | Antoine-Labelle                    | 2479                            | Laurentides                                 | 2455                                        | 15                                          |
| Lac-Blanc                                                            | 2434902                                                              | 555,47                                                               | 54                                                                   | Portneuf                                                                | 340                                                                     | Portneuf                           | 2434                            | Capitale-Nationale                          | 2420                                        | 03                                          |
| Lac-Boisbouscache                                                    | 2411902                                                              | 98,37                                                                | 0                                                                    | Les Basques                                                             | 110                                                                     | Les Basques                        | 2411                            | Bas-Saint-Laurent                           | 2415                                        | 01                                          |
| Lac-Boulé                                                            | 2435908                                                              | 22,96                                                                | 0                                                                    | Mékinac                                                                 | 350                                                                     | Mékinac                            | 2435                            | Mauricie                                    | 2470                                        | 04                                          |
| Lac-Cabasta                                                          | 2462919                                                              | 5,87                                                                 | 0                                                                    | Matawinie                                                               | 620                                                                     | Matawinie                          | 2462                            | Lanaudière                                  | 2450                                        | 14                                          |
| Lac-Casault                                                          | 2407908                                                              | 1 468,96                                                             | 47                                                                   | La Matapédia                                                            | 070                                                                     | La Matapédia                       | 2407                            | Bas-Saint-Laurent                           | 2415                                        | 01                                          |
| Lac-Chicobi                                                          | 2488904                                                              | 720,82                                                               | 136                                                                  | Abitibi                                                                 | 880                                                                     | Abitibi                            | 2488                            | Abitibi-Témiscamingue                       | 2465                                        | 08                                          |
| Lac-Croche                                                           | 2422902                                                              | 1 687,64                                                             | 0                                                                    | La Jacques-Cartier                                                      | 220                                                                     | La Jacques-Cartier                 | 2422                            | Capitale-Nationale                          | 2420                                        | 03                                          |
| Lac-De La Bidière                                                    | 2479912                                                              | 1 555,43                                                             | 0                                                                    | Antoine-Labelle                                                         | 790                                                                     | Antoine-Labelle                    | 2479                            | Laurentides                                 | 2455                                        | 15                                          |
| Lac-de-la-Maison-de-Pierre                                           | 2479916                                                              | 478,27                                                               | 0                                                                    | Antoine-Labelle                                                         | 790                                                                     | Antoine-Labelle                    | 2479                            | Laurentides                                 | 2455                                        | 15                                          |
| Lac-de-la-Pomme                                                      | 2479902                                                              | 50,50                                                                | 0                                                                    | Antoine-Labelle                                                         | 790                                                                     | Antoine-Labelle                    | 2479                            | Laurentides                                 | 2455                                        | 15                                          |
| Lac-des-Dix-Milles                                                   | 2462914                                                              | 226,67                                                               | 0                                                                    | Matawinie                                                               | 620                                                                     | Matawinie                          | 2462                            | Lanaudière                                  | 2450                                        | 14                                          |
| Lac-des-Eaux-Mortes                                                  | 2409902                                                              | 925,37                                                               | 0                                                                    | La Mitis                                                                | 090                                                                     | La Mitis                           | 2409                            | Bas-Saint-Laurent                           | 2415                                        | 01                                          |
| Lac-Despinassy                                                       | 2488902                                                              | 1 861,81                                                             | 10                                                                   | Abitibi                                                                 | 880                                                                     | Abitibi                            | 2488                            | Abitibi-Témiscamingue                       | 2465                                        | 08                                          |
| Lac-Devenyns                                                         | 2462904                                                              | 101,64                                                               | 0                                                                    | Matawinie                                                               | 620                                                                     | Matawinie                          | 2462                            | Lanaudière                                  | 2450                                        | 14                                          |
| Lac-Douaire                                                          | 2479922                                                              | 1 974,01                                                             | 5                                                                    | Antoine-Labelle                                                         | 790                                                                     | Antoine-Labelle                    | 2479                            | Laurentides                                 | 2455                                        | 15                                          |
| Lac-du-Taureau                                                       | 2462922                                                              | 5,97                                                                 | 0                                                                    | Matawinie                                                               | 620                                                                     | Matawinie                          | 2462                            | Lanaudière                                  | 2450                                        | 14                                          |
| Lac-Duparquet                                                        | 2487902                                                              | 114,82                                                               | 0                                                                    | Abitibi-Ouest                                                           | 870                                                                     | Abitibi-Ouest                      | 2489                            | Abitibi-Témiscamingue                       | 2465                                        | 08                                          |
| Lac-Ernest                                                           | 2479924                                                              | 343,78                                                               | 0                                                                    | Antoine-Labelle                                                         | 790                                                                     | Antoine-Labelle                    | 2479                            | Laurentides                                 | 2455                                        | 15                                          |
| Lac-Granet                                                           | 2489912                                                              | 218,49                                                               | 0                                                                    | La Vallée-de-l'Or                                                       | 890                                                                     | La Vallée-de-l'Or                  | 2489                            | Abitibi-Témiscamingue                       | 2465                                        | 08                                          |
| Lac-Huron                                                            | 2410902                                                              | 964,06                                                               | 20                                                                   | Rimouski-Neigette                                                       | 100                                                                     | Rimouski-Neigette                  | 2410                            | Bas-Saint-Laurent                           | 2415                                        | 01                                          |
| Lac-Jacques-Cartier                                                  | 2421904                                                              | 4 151,18                                                             | 0                                                                    | La Côte-de-Beaupré                                                      | 210                                                                     | La Côte-de-Beaupré                 | 2421                            | Capitale-Nationale                          | 2420                                        | 03                                          |
| Lac-Jérôme                                                           | 2498904                                                              | 42 689,68                                                            | 0                                                                    | Minganie                                                                | 981                                                                     | Minganie–Le Golfe-du-Saint-Laurent | 2498                            | Côte-Nord                                   | 2480                                        | 09                                          |
| Lac-Juillet                                                          | 2497912                                                              | 3 030,78                                                             | 0                                                                    | Caniapiscau                                                             | 972                                                                     | Sept-Rivières–Caniapiscau          | 2497                            | Côte-Nord                                   | 2480                                        | 09                                          |
| Lac-Lapeyrère                                                        | 2434906                                                              | 385,35                                                               | 0                                                                    | Portneuf                                                                | 340                                                                     | Portneuf                           | 2434                            | Capitale-Nationale                          | 2420                                        | 03                                          |
| Lac-Legendre (TNO)                                                   | 2462910                                                              | 705,12                                                               | 0                                                                    | Matawinie                                                               | 620                                                                     | Matawinie                          | 2462                            | Lanaudière                                  | 2450                                        | 14                                          |
| Lac-Lenôtre                                                          | 2483906                                                              | 1 945,29                                                             | 0                                                                    | La Vallée-de-la-Gatineau                                                | 830                                                                     | La Vallée-de-la-Gatineau           | 2483                            | Outaouais                                   | 2460                                        | 07                                          |
| Lac-Marguerite                                                       | 2479926                                                              | 818,70                                                               | 0                                                                    | Antoine-Labelle                                                         | 790                                                                     | Antoine-Labelle                    | 2479                            | Laurentides                                 | 2455                                        | 15                                          |
| Lac-Masketsi                                                         | 2435902                                                              | 213,29                                                               | 0                                                                    | Mékinac                                                                 | 350                                                                     | Mékinac                            | 2435                            | Mauricie                                    | 2470                                        | 04                                          |
| Lac-Matapédia (TNO)                                                  | 2407914                                                              | 71,43                                                                | 172                                                                  | La Matapédia                                                            | 070                                                                     | La Matapédia                       | 2407                            | Bas-Saint-Laurent                           | 2415                                        | 01                                          |
| Lac-Matawin                                                          | 2462908                                                              | 768,07                                                               | 10                                                                   | Matawinie                                                               | 620                                                                     | Matawinie                          | 2462                            | Lanaudière                                  | 2450                                        | 14                                          |
| Lac-Metei (TNO)                                                      | 2489908                                                              | 71,92                                                                | 0                                                                    | La Vallée-de-l'Or                                                       | 890                                                                     | La Vallée-de-l'Or                  | 2489                            | Abitibi-Témiscamingue                       | 2465                                        | 08                                          |
| Lac-Minaki                                                           | 2462902                                                              | 82,07                                                                | 0                                                                    | Matawinie                                                               | 620                                                                     | Matawinie                          | 2462                            | Lanaudière                                  | 2450                                        | 14                                          |
| Lac-Ministuk                                                         | 2494928                                                              | 1 482,14                                                             | 0                                                                    | Le Fjord-du-Saguenay                                                    | 942                                                                     | Le Saguenay-et-son-Fjord           | 2494                            | Saguenay–Lac-Saint-Jean                     | 2475                                        | 02                                          |
| Lac-Moncouche (TNO)                                                  | 2493904                                                              | 264,89                                                               | 0                                                                    | Lac-Saint-Jean-Est                                                      | 930                                                                     | Lac-Saint-Jean-Est                 | 2493                            | Saguenay–Lac-Saint-Jean                     | 2475                                        | 02                                          |
| Lac-Moselle                                                          | 2483908                                                              | 1 153,80                                                             | 0                                                                    | La Vallée-de-la-Gatineau                                                | 830                                                                     | La Vallée-de-la-Gatineau           | 2483                            | Outaouais                                   | 2460                                        | 07                                          |
| Lac-Nilgaut                                                          | 2484902                                                              | 9 070,65                                                             | 5                                                                    | Pontiac                                                                 | 840                                                                     | Pontiac                            | 2484                            | Outaouais                                   | 2460                                        | 07                                          |
| Lac-Normand                                                          | 2435904                                                              | 2 037,53                                                             | 5                                                                    | Mékinac                                                                 | 350                                                                     | Mékinac                            | 2435                            | Mauricie                                    | 2470                                        | 04                                          |
| Lac-Oscar                                                            | 2479914                                                              | 1 687,70                                                             | 0                                                                    | Antoine-Labelle                                                         | 790                                                                     | Antoine-Labelle                    | 2479                            | Laurentides                                 | 2455                                        | 15                                          |
| Lac-Pikauba                                                          | 2416902                                                              | 2 460,64                                                             | 63                                                                   | Charlevoix                                                              | 160                                                                     | Charlevoix                         | 2416                            | Capitale-Nationale                          | 2420                                        | 03                                          |
| Lac-Pythonga                                                         | 2483902                                                              | 5 130,08                                                             | 0                                                                    | La Vallée-de-la-Gatineau                                                | 830                                                                     | La Vallée-de-la-Gatineau           | 2483                            | Outaouais                                   | 2460                                        | 07                                          |
| Lac-Santé                                                            | 2462916                                                              | 12,41                                                                | 0                                                                    | Matawinie                                                               | 620                                                                     | Matawinie                          | 2462                            | Lanaudière                                  | 2450                                        | 14                                          |
| Lac-Vacher                                                           | 2497914                                                              | 475,60                                                               | 0                                                                    | Caniapiscau                                                             | 972                                                                     | Sept-Rivières–Caniapiscau          | 2497                            | Côte-Nord                                   | 2480                                        | 09                                          |
| Lac-Wagwabika (TNO)                                                  | 2479906                                                              | 4,16                                                                 | 0                                                                    | Antoine-Labelle                                                         | 790                                                                     | Antoine-Labelle                    | 2479                            | Laurentides                                 | 2455                                        | 15                                          |
| Lac-Walker                                                           | 2497904                                                              | 17 683,27                                                            | 108                                                                  | Sept-Rivières                                                           | 971                                                                     | Sept-Rivières–Caniapiscau          | 2497                            | Côte-Nord                                   | 2480                                        | 09                                          |
| Lalemant                                                             | 2494926                                                              | 190,59                                                               | 0                                                                    | Le Fjord-du-Saguenay                                                    | 942                                                                     | Le Saguenay-et-son-Fjord           | 2494                            | Saguenay–Lac-Saint-Jean                     | 2475                                        | 02                                          |
| Laniel                                                               | 2485905                                                              | 412,39                                                               | 82                                                                   | Témiscamingue                                                           | 850                                                                     | Témiscamingue                      | 2485                            | Abitibi-Témiscamingue                       | 2465                                        | 08                                          |
| Les Lacs-du-Témiscamingue                                            | 2485907                                                              | 10 418,36                                                            | 15                                                                   | Témiscamingue                                                           | 850                                                                     | Témiscamingue                      | 2485                            | Abitibi-Témiscamingue                       | 2465                                        | 08                                          |
| Linton                                                               | 2434904                                                              | 437,62                                                               | 0                                                                    | Portneuf                                                                | 340                                                                     | Portneuf                           | 2434                            | Capitale-Nationale                          | 2420                                        | 03                                          |
| Matchi-Manitou                                                       | 2489902                                                              | 164,95                                                               | 0                                                                    | La Vallée-de-l'Or                                                       | 890                                                                     | La Vallée-de-l'Or                  | 2489                            | Abitibi-Témiscamingue                       | 2465                                        | 08                                          |
| Mont-Albert                                                          | 2404902                                                              | 3 470,44                                                             | 179                                                                  | La Haute-Gaspésie                                                       | 040                                                                     | La Haute-Gaspésie                  | 2404                            | Gaspésie–Îles-de-la-Madeleine               | 2410                                        | 11                                          |
| Mont-Alexandre                                                       | 2402902                                                              | 1 802,22                                                             | 0                                                                    | Le Rocher-Percé                                                         | 020                                                                     | Le Rocher-Percé                    | 2402                            | Gaspésie–Îles-de-la-Madeleine               | 2410                                        | 11                                          |
| Mont-Apica                                                           | 2493902                                                              | 12,68                                                                | 0                                                                    | Lac-Saint-Jean-Est                                                      | 930                                                                     | Lac-Saint-Jean-Est                 | 2493                            | Saguenay–Lac-Saint-Jean                     | 2475                                        | 02                                          |
| Mont-Élie                                                            | 2415902                                                              | 858,87                                                               | 63                                                                   | Charlevoix-Est                                                          | 150                                                                     | Charlevoix-Est                     | 2415                            | Capitale-Nationale                          | 2420                                        | 03                                          |
| Mont-Valin                                                           | 2494930                                                              | 35 080,02                                                            | 0                                                                    | Le Fjord-du-Saguenay                                                    | 942                                                                     | Le Saguenay-et-son-Fjord           | 2494                            | Saguenay–Lac-Saint-Jean                     | 2475                                        | 02                                          |
| Passes-Dangereuses                                                   | 2492902                                                              | 15 991,79                                                            | 146                                                                  | Maria-Chapdelaine                                                       | 920                                                                     | Maria-Chapdelaine                  | 2492                            | Saguenay–Lac-Saint-Jean                     | 2475                                        | 02                                          |
| Petit-Lac-Sainte-Anne                                                | 2414904                                                              | 186,61                                                               | 0                                                                    | Kamouraska                                                              | 140                                                                     | Kamouraska                         | 2414                            | Bas-Saint-Laurent                           | 2415                                        | 01                                          |
| Petit-Mécatina                                                       | 2498912                                                              | 37 537,55                                                            | 0                                                                    | Le Golfe-du-Saint-Laurent                                               | 982                                                                     | Minganie–Le Golfe-du-Saint-Laurent | 2498                            | Côte-Nord                                   | 2480                                        | 09                                          |
| Picard                                                               | 2414902                                                              | 569,16                                                               | 10                                                                   | Kamouraska                                                              | 140                                                                     | Kamouraska                         | 2414                            | Bas-Saint-Laurent                           | 2415                                        | 01                                          |
| Réservoir-Dozois                                                     | 2489910                                                              | 3 836,82                                                             | 0                                                                    | La Vallée-de-l'Or                                                       | 890                                                                     | La Vallée-de-l'Or                  | 2489                            | Abitibi-Témiscamingue                       | 2465                                        | 08                                          |
| Rivière-aux-Outardes                                                 | 2496902                                                              | 33 726,82                                                            | 94                                                                   | Manicouagan                                                             | 960                                                                     | Manicouagan                        | 2496                            | Côte-Nord                                   | 2480                                        | 09                                          |
| Rivière-Bonaventure (TNO)                                            | 2408902                                                              | 3 058,37                                                             | 35                                                                   | Bonaventure                                                             | 050                                                                     | Bonaventure                        | 2405                            | Gaspésie–Îles-de-la-Madeleine               | 2410                                        | 11                                          |
| Rivière-Bonjour                                                      | 2408902                                                              | 1 678,95                                                             | 0                                                                    | La Matanie                                                              | 080                                                                     | Matane                             | 2408                            | Bas-Saint-Laurent                           | 2415                                        | 01                                          |
| Rivière-de-la-Savane                                                 | 2435906                                                              | 1 088,02                                                             | 0                                                                    | Mékinac                                                                 | 350                                                                     | Mékinac                            | 2435                            | Mauricie                                    | 2470                                        | 04                                          |
| Rivière-Koksoak                                                      | 2499902                                                              | 307 040,38                                                           | 0                                                                    | Kativik (ARK)                                                           | 992                                                                     | Nord-du-Québec                     | 2499                            | Nord-du-Québec                              | 2490                                        | 10                                          |
| Rivière-Mistassini                                                   | 2492904                                                              | 18 459,16                                                            | 91                                                                   | Maria-Chapdelaine                                                       | 920                                                                     | Maria-Chapdelaine                  | 2492                            | Saguenay–Lac-Saint-Jean                     | 2475                                        | 02                                          |
| Rivière-Mouchalagane                                                 | 2497906                                                              | 32 296,53                                                            | 5                                                                    | Caniapiscau                                                             | 972                                                                     | Sept-Rivières–Caniapiscau          | 2497                            | Côte-Nord                                   | 2480                                        | 09                                          |
| Rivière-Nipissis                                                     | 2497902                                                              | 9 914,04                                                             | 0                                                                    | Sept-Rivières                                                           | 971                                                                     | Sept-Rivières–Caniapiscau          | 2497                            | Côte-Nord                                   | 2480                                        | 09                                          |
| Rivière-Nouvelle                                                     | 2406902                                                              | 1 088,22                                                             | 0                                                                    | Avignon                                                                 | 060                                                                     | Avignon                            | 2406                            | Gaspésie–Îles-de-la-Madeleine               | 2410                                        | 11                                          |
| Rivière-Ojima                                                        | 2487904                                                              | 356,56                                                               | 86                                                                   | Abitibi-Ouest                                                           | 870                                                                     | Abitibi-Ouest                      | 2489                            | Abitibi-Témiscamingue                       | 2465                                        | 08                                          |
| Rivière-Patapédia-Est                                                | 2407906                                                              | 15,97                                                                | 0                                                                    | La Matapédia                                                            | 070                                                                     | La Matapédia                       | 2407                            | Bas-Saint-Laurent                           | 2415                                        | 01                                          |
| Rivière-Saint-Jean (TNO)                                             | 2403902                                                              | 1 751,06                                                             | 0                                                                    | La Côte-de-Gaspé                                                        | 030                                                                     | La Côte-de-Gaspé                   | 2403                            | Gaspésie–Îles-de-la-Madeleine               | 2410                                        | 11                                          |
| Rivière-Vaseuse                                                      | 2407904                                                              | 275,55                                                               | 0                                                                    | La Matapédia                                                            | 070                                                                     | La Matapédia                       | 2407                            | Bas-Saint-Laurent                           | 2415                                        | 01                                          |
| Routhierville                                                        | 2407902                                                              | 628,16                                                               | 18                                                                   | La Matapédia                                                            | 070                                                                     | La Matapédia                       | 2407                            | Bas-Saint-Laurent                           | 2415                                        | 01                                          |
| Ruisseau-des-Mineurs                                                 | 2407910                                                              | 909,31                                                               | 0                                                                    | La Matapédia                                                            | 070                                                                     | La Matapédia                       | 2407                            | Bas-Saint-Laurent                           | 2415                                        | 01                                          |
| Ruisseau-Ferguson                                                    | 2406904                                                              | 678,47                                                               | 0                                                                    | Avignon                                                                 | 060                                                                     | Avignon                            | 2406                            | Gaspésie–Îles-de-la-Madeleine               | 2410                                        | 11                                          |
| Sagard                                                               | 2415904                                                              | 207,19                                                               | 130                                                                  | Charlevoix-Est                                                          | 150                                                                     | Charlevoix-Est                     | 2415                            | Capitale-Nationale                          | 2420                                        | 03                                          |
| Saint-Guillaume-Nord                                                 | 2462912                                                              | 760,04                                                               | 87                                                                   | Matawinie                                                               | 620                                                                     | Matawinie                          | 2462                            | Lanaudière                                  | 2450                                        | 14                                          |
| Sault-au-Cochon                                                      | 2421902                                                              | 70,30                                                                | 0                                                                    | La Côte-de-Beaupré                                                      | 210                                                                     | La Côte-de-Beaupré                 | 2421                            | Capitale-Nationale                          | 2420                                        | 03                                          |
| (Toponyme à venir)                                                   | 2499910                                                              |                                                                      | 0                                                                    | Kativik (ARK)                                                           | 992                                                                     | Nord-du-Québec                     | 2499                            | Nord-du-Québec                              | 2490                                        | 10                                          |
| (Toponyme à venir)                                                   | 2499914                                                              |                                                                      | 0                                                                    | Kativik (ARK)                                                           | 992                                                                     | Nord-du-Québec                     | 2499                            | Nord-du-Québec                              | 2490                                        | 10                                          |
| (Toponyme à venir)                                                   | 2499916                                                              |                                                                      | 0                                                                    | Kativik (ARK)                                                           | 992                                                                     | Nord-du-Québec                     | 2499                            | Nord-du-Québec                              | 2490                                        | 10                                          |
| (Toponyme à venir)                                                   | 2499918                                                              |                                                                      | 0                                                                    | Kativik (ARK)                                                           | 992                                                                     | Nord-du-Québec                     | 2499                            | Nord-du-Québec                              | 2490                                        | 10                                          |
| (Toponyme à venir)                                                   | 2499920                                                              |                                                                      | 0                                                                    | Kativik (ARK)                                                           | 992                                                                     | Nord-du-Québec                     | 2499                            | Nord-du-Québec                              | 2490                                        | 10                                          |
| (Toponyme à venir)                                                   | 2499922                                                              |                                                                      | 0                                                                    | Kativik (ARK)                                                           | 992                                                                     | Nord-du-Québec                     | 2499                            | Nord-du-Québec                              | 2490                                        | 10                                          |
| (Toponyme à venir)                                                   | 2499924                                                              |                                                                      | 0                                                                    | Kativik (ARK)                                                           | 992                                                                     | Nord-du-Québec                     | 2499                            | Nord-du-Québec                              | 2490                                        | 10                                          |